# Surgical Steel
Surgical Steel (с англ. — «Хирургическая сталь») — шестой студийный альбом британской дэт-метал группы Carcass, изданный 13 сентября 2013 года в Европе, 16 сентября в Великобритании и 17 сентября в США на лейбле Nuclear Blast.

## Об альбоме
Surgical Steel стал первым альбомом группы за 17 лет, предыдущий альбом Swansong был издан в 1996 году. Также на нём записаны первые новые песни группы с 2007 года, когда группа воссоединилась после распада в 1995 году. В записи альбома принял участие новый барабанщик группы, Дэниел Уайлдинг.
Альбом выпущен на CD, а также на виниле на чёрном или белом фоне и на компакт кассетах. Кроме этого, альбом вышел в виде бокс-сета, в который вложен компакт-диск. Их количество было ограничено 666 копиями.

### Отзывы
| Совокупная оценка             | Совокупная оценка |
| Источник                      | Оценка            |
| ----------------------------- | ----------------- |
| Metacritic                    | 86/100            |
| Оценки критиков               |                   |
| Источник                      | Оценка            |
| AllMusic                      | [ 2 ]             |
| Brave Words & Bloody Knuckles | 10/10             |
| Blabbermouth.net              | 9/10              |
| Loudwire                      | [ 5 ]             |
| Metal Forces                  | 8/10              |
| PopMatters                    | 9/10              |
| Pitchfork Media               | 7.9/10            |
| Record Collector              | [ 9 ]             |

Американский журнал Decibel оценил альбом как достойное дополнение к дискографии группы, отметив, что альбом состоит из двух разных по звучанию половин. Так, первая его половина имеет агрессивное звучание, вторая более мелодична и имеет чёткие риффы. «Surgical Steel — это не только возвращение группой её формы, но и проверка на прочность». Майк Кемп из Terrorizer выразил мнение, что запись не является ни переосмыслением традиционного звучания группы, ни «перепевами былой славы». Также он назвал релиз «великим кровавым дэт-метал альбомом», оправдавшим все ожидания.
В позитивной рецензии на сайте Invisible Oranges Али Карим описал альбом как смесь «пулеметной стрельбы ударных, тяжёлых среднетемповых риффов и виртуозных двойных гитарных гармоний наподобие Thin Lizzy», отметив также, что «хотя альбом, может, и не является лучшим альбомом группы[…], но он точно стал наиболее полной реализацией их своеобразного звучания». Штимер из Pitchfork назвалSurgical Steel «ностальгическим» и «приятным». Он также похвалил музыкантов, отметив вокальные партии Уокера и «выдающуюся игру Стира», а также «возможно, наиболее плотные партии ударных за всю историю группы».
Surgical Steel был признан лучшим альбомом 2013 года рядом музыкальных изданий, включая Metal Assault, MetalSucks и Decibel Magazine.

## Список композиций
Список композиций был опубликован группой 18 июля 2013 года. Также группа записала четыре дополнительные песни во время записи альбома, которые не войдут в его основную версию: «Wraith in the Apparatus», «Intensive Battery Brooding», «Zochrot», и «Livestock Marketplace».
| №                   | Название                                  | Длительность |
| ------------------- | ----------------------------------------- | ------------ |
| 1.                  | «1985»                                    | 1:15         |
| 2.                  | «Thrasher’s Abattoir»                     | 1:50         |
| 3.                  | «Cadaver Pouch Conveyor System»           | 4:02         |
| 4.                  | «A Congealed Clot of Blood»               | 4:13         |
| 5.                  | «The Master Butcher’s Apron»              | 4:00         |
| 6.                  | «Noncompliance to ASTM F 899-12 Standard» | 6:06         |
| 7.                  | «The Granulating Dark Satanic Mills»      | 4:10         |
| 8.                  | «Unfit for Human Consumption»             | 4:24         |
| 9.                  | «316 L Grade Surgical Steel»              | 5:10         |
| 10.                 | «Captive Bolt Pistol»                     | 3:16         |
| 11.                 | «Mount of Execution»                      | 8:25         |
| Общая длительность: | Общая длительность:                       | 47:06        |

## Над альбомом работали
- Джефф Уокер — вокал, бас
- Билл Стир — вокал, гитара
- Дэниел Уайлдинг — ударные

### Дополнительные
- Кен Оуэн — гостевой вокал
- Колин Ричардсон — продюсирование
- Энди Снип — микширование, мастеринг